# Millennium Tower
Millennium Tower («Вежа Тисячоліття») — хмарочос, який є третім за висотою у Відні і третім в Австрії, поступаючись Дунайської вежі (252 метра) і DC Towers (250 метрів). Він розташований на березі річки Дунай, в районі Millennium City, де є домінантою. Загальна площа будівлі становить 47 200 м², з них 38 500 м² припадають на офісні приміщення.  Будівництво хмарочоса йшло дуже швидко завдяки новітнім технологіям. За один тиждень будівельники зводили 2,5 поверхи.

## Будівництво
Хмарочос побудований в єдиному архітектурному стилі — модернізм.  Форма вежі  — це два циліндра, які стикаються один з одним.  Основні матеріали облицювання будівлі — скло, а каркас побудований з армованого бетону.

## Галерея

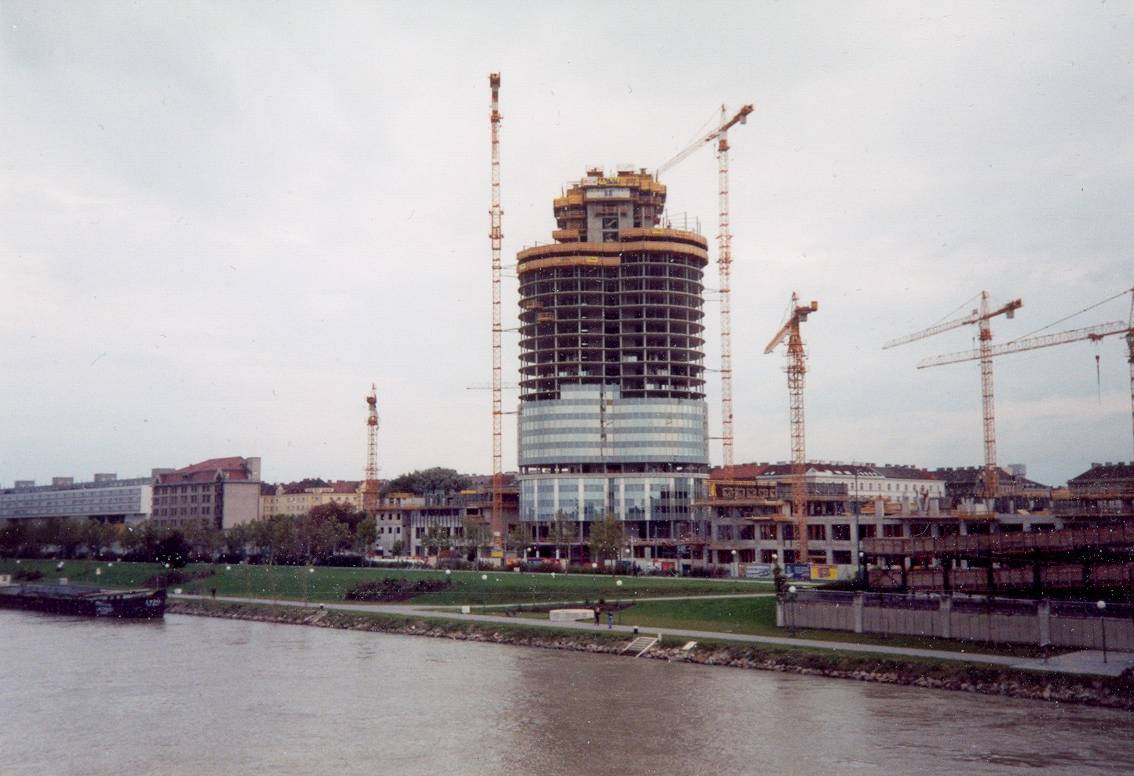
Будівництво вежі
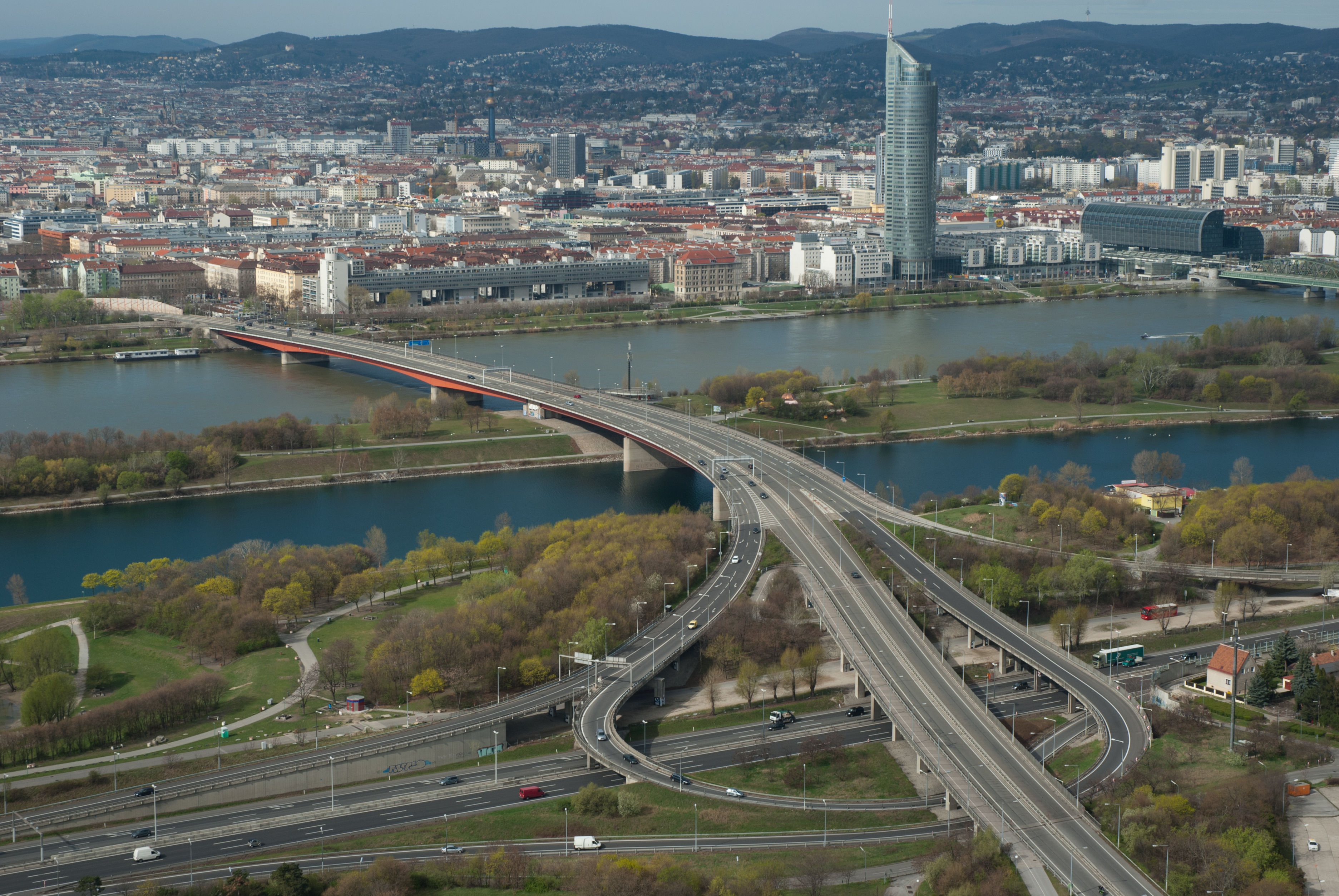
Millennium Tower і міст Брігіттенау
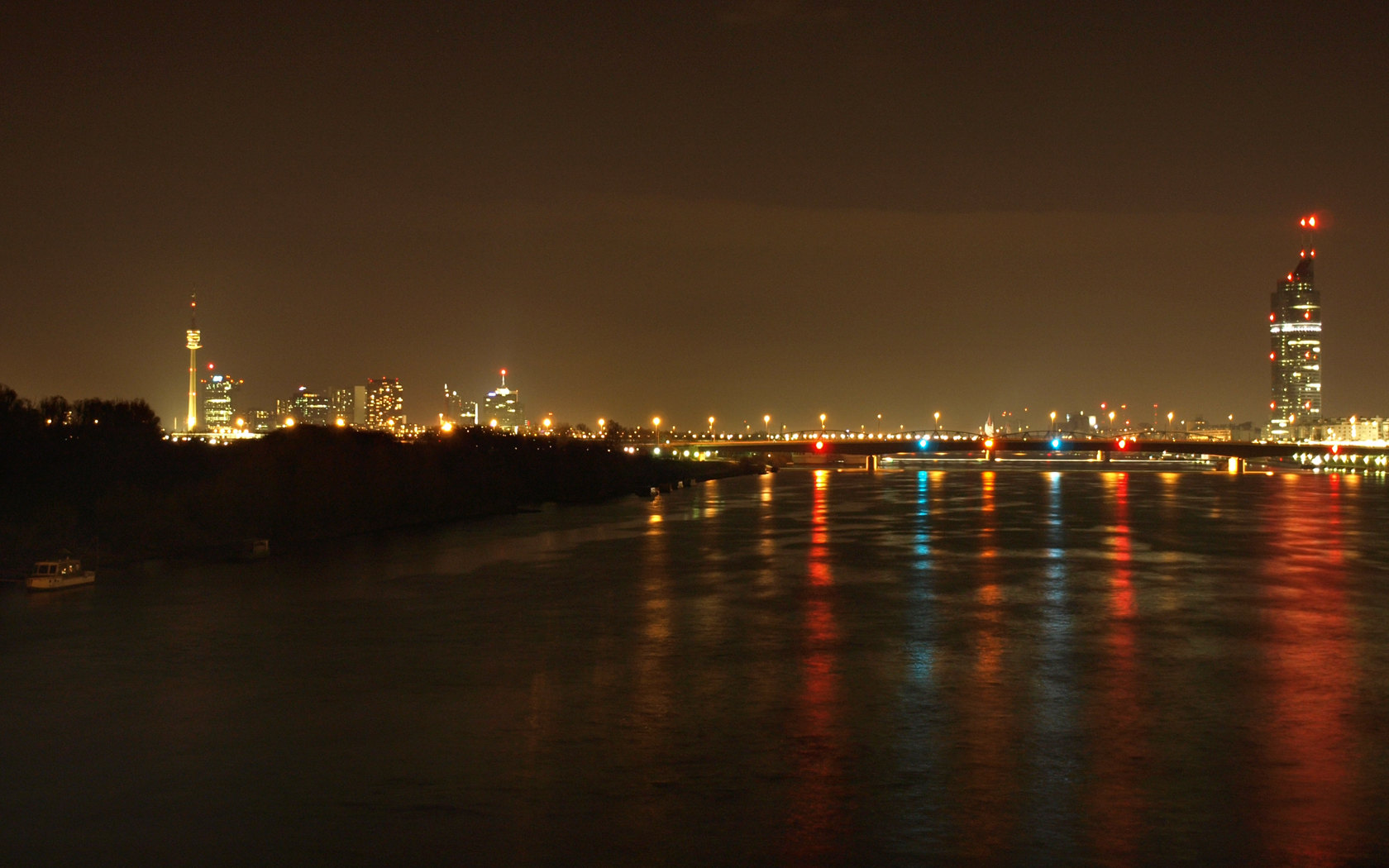
Millennium Tower вночі
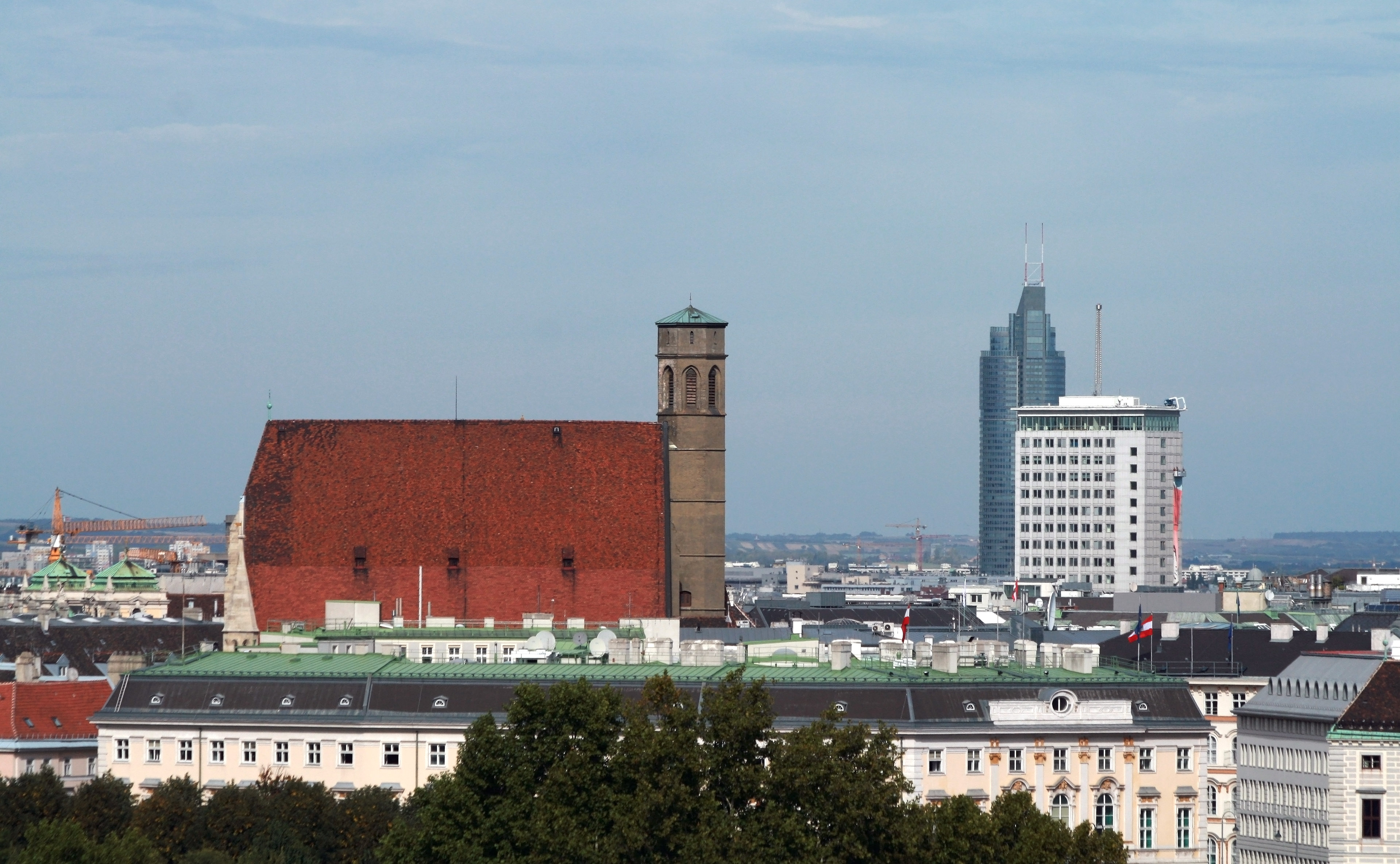
Millennium Tower, Ringturm[de], Церква міноритів